# غيفيون
غيفيون دِزمان إيفنز (من مواليد 21 فبراير 1995)، المعروف باسم غيفيون (بالإنجليزية: Giveon)‏، هو مغني وكاتب أغاني أمريكي. صعد إلى الصدارة بفضل تعاونه مع دريك في أغنيتهما المنفردة لعام 2020، «تشيكاغو فريستايل». في نفس العام، أصدر غيفيون ألبومات مطولة و تيك تايم ووِن إت أول سيد آند دَن، تم ترشيح الأول لجائزة جائزة غرامي لأفضل ألبوم أرآند بي، والأخير وصل إلى أفضل 10 في مخطط الولايات المتحدة لأفضل ألبومات أر آند بي. أصدر «هارت بريك أنيفرسيري»، كأغنية منفردة ثانية من تيك تايم، والتي وصلت إلى أعلى 40 في الولايات المتحدة وحصلت على شهادة بلاتنيوم من قبل رابطة صناعة التسجيلات الأمريكية. في عام 2021، ظهر غيفيون جنبًا إلى جنب مع دانيال سيزر في أغنية جاستن بيبر المنفردة «بيتشِز»، والتي ظهرت لأول مرة في قائمة بيلبورد غلوبال 200 وبيلبورد هوت 100.

## حياة مبكرة
وُلد إيفنز في 21 فبراير 1995 في مقاطعة لوس أنجلوس (على الأرجح في مدينة لونج بيتش، كاليفورنيا). أحد الإخوة الثلاثة الذين نشأتهم أم عزباء، أدرك شغفه بالموسيقى في سن مبكرة، وغنى في كثير من الأحيان في حفلات أعياد الميلاد. ينسب الفضل إلى والدته في دفعه لاستكشاف هذا الحب المبكر للموسيقى وحمايته وإخوته من ضغوط ثقافة العصابات والفقر. التحق بمدرسة لونغ بيتش بوليتيكنك الثانوية، والتحق ببرنامج تعليمي للموسيقى في متحف غرامي في سن 18، حيث وقع في حب فرانك سيناترا، الذي كان صوته الخافق مصدر إلهام للمراهق.

## الفن
غيفيون معروف بصوته الباريتون. أُلهم من قبل موسيقى الجاز من الستينيات والسبعينيات. وهو يستشهد بفرانك سيناترا، فرانك أوشن، دريك، أديل، وسامفا باعتبارهم من أكبر مؤثريه.

## ديسكغرفيا

### ألبومات تجميع
- 2021: وِن إتز أول سيد آند دَن... تيك تايم

### أشرطة مطولة
- 2020: تيك تايم
- 2020: وِن إتز أول سيد آند دَن

### أغاني منفردة
- 2018: غاردن كيسيز
- 2018: فيلدز
- 2019: لايك آي وانت يو
- 2020: هارت بريك أنيفيرسري
- 2020: ستك أون يو
- 2021: فور تونايت

### تعاون
- 2020: تشيكاغو فريستايل (مع دريك)
- 2021: بيتشِز (مع جاستن بيبر ودانيال سيزر)

## روابط خارجية
- الموقع الرسمي